# Jurij Jevgenyjevics Pulver
Jurij Jevgenyevics Pulver (cirill betűkkel: Юрий Евгеньевич Пульвер, Voronyezs, 1951. április 9.) orosz író, újságíró, lapszerkesztő.

## Élete
Marketinget és PR-t tanult az Amerikai Egyesült Államokban, Csehországban és Angliában. Kezdetben a voronyezsi repülőgépgyárban dolgozott. Eddig több mint 30 könyve jelent meg.

## Művei
- Галерные рабы
- Двенадцатый апостол
- Принесший Бога в жертву
- В ожидании Мессии
- Телохранитель Богородицы
- Стоящий в тени Бога
- Искушение Господне